# Robert David Simons

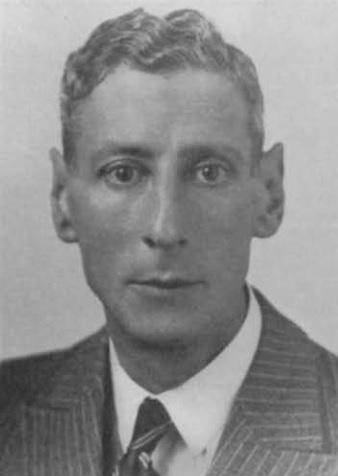
Robert David Simons

Robert David Simons (Paramaribo, 4 november 1885 — Amsterdam, 1 december 1969) was een Surinaams jurist, politicus, publicist en dichter.
Hij werd geboren als zoon van David Isak Simons en Elisabeth Salomons. Hij kwam naar Nederland voor zijn opleiding en in 1908 trouwde hij in Den Haag met Helena Petronella Berendina Dietz. Het gezin Simons vestigde zich in 1910 in Suriname waar hij ging werken bij het Hof van Justitie. In 1916 werd hij daar als praktizijn geïnstalleerd. Daarnaast was hij van 1916 tot 1920 en van 1922 tot 1926 lid van de Staten van Suriname. Simons was verder kantonrechter, advocaat-generaal bij het Hof van Justitie en inspecteur van het onderwijs.
Simons verdiepte zich in de literatuur, taalkunde, geschiedenis en folklore van zijn land. In zijn bundel Surinaamsche rijmpjes (1929-1930), gepubliceerd onder het pseudoniem Sonja, bracht hij de gelegenheidsverzen samen die hij eerder had gepubliceerd in Surinaamse dagbladen. 

## Over Robert David Simons
- Michiel van Kempen, Een geschiedenis van de Surinaamse literatuur. Breda: De Geus, 2003, deel I, pp. 569–570.